# Stefano Benini
Stefano Benini (...) è un flautista e saggista italiano.

## Biografia
Stefano Benini si è diplomato in flauto al Conservatorio di Torino (1981). Dopo il diploma si è dedicato alla musica jazz e allo studio del flauto al di fuori dei canoni classici. Nei suoi anni di formazione ha frequentato seminari con Mal Waldron, Steve Lacy (vincendo una borsa di studio nel 1986), Kevin Eubanks.
Impegnato in un lavoro di divulgazione del flauto al di fuori dei canoni classici, con il Tu Whit Tu Whoo Trio, nell'ambito della musica etnica contemporanea, e con un proprio quartetto nell'ambito jazz, con brani originali e standards. 
Con il gruppo Itapuà ha partecipato alla trasmissione, in diretta RAI “Brasil”.
Collabora con la rivista per flauto FA LA UT dove ha una rubrica sul flauto jazz. 
Fonico free lance con artisti come: Reggie Workman, Ruud Brink, Mal Waldron, Franco D'Andrea, Pietro Tonolo, Massimo Urbani e molti altri.
Ha suonato ed inciso in Italia e nel mondo in numerosi festival collaborando con: Sam Most, Lee Konitz, Lawrence "Butch"Morris, Ruud Brink, J.A.Deane, Zeena Parkins, Myra Melford, Bill Horvitz, Nin Le Quan, Larry Nocella, Peter Guidi, Nicola Stilo, Gianni Basso, Paolo Birro, Mauro Negri, Valerio Abeni, Sandro Gibellini, Marco Vaggi, Bruno Marini, Marco Castelli, Gianantonio De Vincenzo, Andrea Pozza, Pietro Tonolo, Alfred Kramer, Gianni Cazzola, Piero Leveratto, Marco Tamburini, Anna Bakja, Silvia Donati, Massimo De Mattia, Bruno Cesselli, Marcello Tonolo, Gianni Coscia, Antonello Salis, Daniele Di Bonaventura, Garrison Fewell, Nino De Rose, Grazia De Marchi, Duilio Del Prete, Giuliano Perin, Michele Gori.
Ha tenuto numerosi Seminari e Masterclass in Conservatori e scuole italiane.
Ha ottenuto riconoscimenti sia come musicista che come saggista con le pubblicazioni legate al Flauto nel jazz.
Ha insegnato fino al 2022 nelle scuole medie di Buttapietra in provincia di Verona come professore di musica.

## Discografia
Come Leader
- Stefano Benini quartet "Verona Dedicato a J.Lennon", IPR 118/119 (Compilation), 1990
- Stefano Benini quintet "Fluteprints", Splasc(H), 1991
- Stefano Benini quartet "Walking flute", sscd 014, 1999
- Stefano Benini quartet whit Sam Most "Flute Madness", Splasc(H), 2001
- Stefano Benini quartet "Fuori Servizio", Splasc(H), 2004
- Stefano Benini quartet "Groovin' Flute", Azzurra Music, 2006
- Stefano Benini quartet "Fortynine Forever", Cat Sound Records, 2008

Come Co-Leader
- Stefano Benini, Beppe Castellani Quintet, Italian Standards "a New Page", Modern Time MDT 30113, 1994
- Stefano Benini, Nicola Stilo "Flute Connection", Splasc(H) 436-2, aprile 1995
- Stefano Benini, Beppe Castellani, "Ninetysix" General Records CD 015, 1997
- Stefano Benini, Nicola Stilo "Stefano Benini Nicola Stilo" compilation live Jazz 1994/95/96, Malcesine più, 1997
- Stefano Benini, Beppe Castellani Quintet, "Raw Jazz", Panastudio 1026-2, 1999
- I flautisti Jazz Italiani: "Stefano Benini quartet whit Sam Most"
- Stefano Benini Nicola Stilo", Compilation FA LA UT,  Aprile 2002
- Stefano Benini, Enrico Terragnoli, "L'isola dei Bottoni" Splasc(H) 983-2 giugno 2006
- Stefano Benini, Andrea Tarozzi, "Our Songbook", Scatola Sonora SSCD015, aprile 2007
- Stefano Benini, Giannantonio Mutto, "Get in the Mood", Azzurra Music, 2007
- Rough Energy, Benini, Facchinetti, Rubulotta, Cat Sound Records, 2009
- Bellini, Benini duo, Didjeridoo "Made in Italy" Compilation: Rough Energy, TBP1 1539, 2010
- Benini, Gori, Leonardi, Moiré, "Flut3ibe", Nu Bop Records CD 08, 2011
- "The South Project", Cat Sound Records, 2014
- "Sam Most & The Italian Fiends", Azzurra Music, 2015

Tu Whit Tu Whoo Trio(Stefano Benini, Enrico Terragnoli Sbibu):
- "Tu Whit Tu Whoo", IPR 1114, 1989
- "New Age from Italy Vol.1", Index 0040(Compilation), 1990
- "Gradini di Duva", Index cdac 0060, 1990
- "L'ombra", Nausicaa's Garden-cd0302, 1994
- "Ascriptum", sscd 015, marzo 2000

Big Band:
- "Il Suono Improvviso", Splasc(H) 335/2, 1991
- "Lee Konitz e Il Suono Improvviso a Venezia", Philology W 53-2, 1993
- Carlo Ceriani Orchestra "Bakeriana", Splasc(h) 408.2, 1994
- Ensemble il Suono Improvviso "Live al Vapore", Caligola 20007-2 (Compilation), 1995
- Carlo Ceriani Orchestra "Talking with the spirits", Splasc(h) 4762, 1997

Itapuà:
- I"Um Samba Cheio de Bossa", Azzurra Music TRI 1024, 2002
- "Fragmentos", Azzurra Music TBP 11189, 2004
- "All Time Brazilian Friends" (Compilation), Azzurra Music TBP 11143, 2004
- "Bossa Nova" 2 Cd(Compilation), Azzurra Music TBP, 2006
- "Dedicated To Yuo" (Compilation), Blue Music, 2010
- "Il Meglio dell’estate 2012" (Compilation), Azzurra Music TBP, 2012

Partecipazioni:
- "Paese Mio", Musica e Poesia B&B 730, 1984
- Jazz Print "Jazz Print", HRY 5901, 1987
- Grazia De Marchi:"Tutto il mio folle amore", IPR 1113, 1989
- Nicola Nicolis "I Filosofi Pigri", FAC 1055, 1995
- Grazia De Marchi: "Caro Amore", Nettle 003, 1996
- Jazz Me Band Nettle, 1997
- Cecilia Gasdia e Maurizio Corte, "Camera con vista", Mauri 57, 1998
- Gianni Tomazzoni group, "Extensions", 1998
- Slemer & Palmas, "Acoustica", Mai001, 1999
- Tempo Rei, "Istinto Tropicale", (TRI 1012), 2001
- Carlo Ceriani trio, " Generation", Splasc(H) CDH 922.2, 2004
- Virginia Viola, "Rayela", Forst Throw, 2006
- Mr.ZE, "Muito Cafè", DPT1010, 2010
- Third, "Concerto in Bronzo", Abis 023, 2010
- Lounge Party, "Compilation", Cat Sound records, 2010
- The Song Sparrows, “Days that are no More”, 2011
- Lawrence D. "Butch" Morris Verona Conduction N° 46, Nu Bop Records CD 09, 2011
- Italian jazz flute vol. 2, "Compilation", Falaut Collection, 2011
- Diane Peters, Andrea Ponzoni, "CafeAmaro", 2016

## Riconoscimenti
- 1º posto nella classifica Musicisti "Flauto Jazz" nel JAZZIT AWARD 2010.
- 2º posto nella classifica Musicisti "Flauto Jazz" nel JAZZIT AWARD 2011.
- 3º posto nella classifica Musicisti "Flauto Jazz" nel JAZZIT AWARD 2012.
- 3º posto nella classifica Musicisti "Flauto Jazz" nel JAZZIT AWARD 2013.
- 2º posto nella classifica Musicisti "Flauto Jazz" nel JAZZIT AWARD 2014.
- 1º posto nella classifica Musicisti "Flauto Jazz" nel JAZZIT AWARD 2015.
- 7º classificato al referendum nazionale "TOP JAZZ 91" (miglior nuovo talento) indetto dalla rivista specializzata "Musica Jazz".
- 8º posto nella Classifica del JAZZIT AWARD 2010 nella categoria "Produzioni" con il libro "Il Flauto Jazz", Edizioni Curci, 2010.
- Il C.d "Flute Connection",(con Nicola Stilo) si è classificato 5° miglior disco di jazz italiano 1995 nel referendum nazionale indetto dalla rivista specializzata "Musica e Dischi".
- La rivista All About Jazz Italia ha segnalato come cd di particolare rilievo del 2007 "L'isola dei Bottoni" con 4 stelle (All About Jazz Italia gennaio 2007).

## Pubblicazioni
Pubblicazioni musicali:
- "Il Flauto e il Jazz" (Edizioni Muzio Padova, marzo 1992)
- "Canzoni e Musiche dei miei Film" (Edizioni Mondadori, ottobre 1992)
- "10 duetti facili per due Flauti" - E.153 E. (Eridania Mantova, marzo 1995)
- "10 duetti facili per Flauto e Pianoforte" E.152 E.(Eridania Mantova, Marzo 1995)
- "Flute solos" E.208 E.(Eridania Mantova marzo 1997)
- "Viaggio sulla luna" per due flauti (Lo scrigno dei suoni-Mela Music M.001- 1998)
- "Foglie D'autunno"- 12 brani per Flauto e chitarra - Lo scrigno dei suoni - Mela Music M.005 - 1999
- "Jazzin'About"- 5 brani per Flauto e Pianoforte- con Giannantonio Mutto - Mela Music M.012 - 2000
- "Jazzin' flute"- trascrizioni di soli e frasi da celebri flautisti jazz (Silent Groove marzo 2004)
- "Three Jazz Compositions for Flute Piano and Bass "(Silent Groove ottobre 2006)
- "Il Flauto Jazz" (Edizioni Curci Milano, marzo 2010)

Pubblicazioni su riviste:
- "Intervista a Buddy Collette"- Ritmo maggio 1994.
- "Intervista a Nicola Stilo" - Ritmo maggio 1995.
- Il flauto nel jazz (in cooperazione con Angelo Leonardi) Musica Jazz- Novembre 1995
- Intervista a Sam Most e a Harry Klee- Musica Jazz novembre 1995
- "Intervista" a Peter Guidi -Ritmo marzo 1998.
- Anche un flauto può fare rivoluzioni - Musica Jazz maggio 1999

Pubblicazioni di articoli per la Rivista FALAUT:
- Alberto Socarras: Have You Ever Felt That Way (Gennaio- Marzo 2000)
- I flautisti jazz Italiani (Aprile - Giugno 2000)
- Harry Klee (Luglio-Settembre 2000)
- Sam Most: Genialità tra ricerca e tradizione  (Ottobre- Dicembre 2000)
- Sam Most: My Romance  (Gennaio-Marzo 2001)
- Inserto monografico: Il Flauto Jazz (Aprile- Giugno 2001)
- Frank Wess  (Luglio-Settembre 2001)
- Il Flauto Rock I parte (Ottobre-Dicembre 2001)
- ll Flauto Rock II parte (Gennaio-Marzo 2002)
- Dave Valentin: Istinto Latino (Aprile- Giugno 2002)
- Donna in Jazz I parte (Luglio-Settembre 2002)
- Donna in Jazz II parte (Ottobre-Dicembre 2002)
- Bud Shank: oltre il flauto (Gennaio- Marzo 2003)
- Harold Mc Nair: "You Are Too Beautiful" (Aprile- Giugno 2003)
- Giancarlo Barigozzi: Jazz a tutto Tondo (Luglio -Settembre 2003)
- Herbie Mann (Ottobre- Dicembre 2003)
- Roland Kirk: lo “spirito” del flauto (Gennaio -Marzo 2004)
- Yusef Lateef: Il sound del mondo(Aprile -Giugno 2004)
- Mauro Pagani (Luglio -Settembre 2004)
- Propedeutica all'acquisizione del fraseggio Jazz  (Ottobre- Dicembre 2004)
- Il flauto &...oltre (Gennaio -Marzo 2005)
- Il Blues I parte (Aprile -Giugno 2005)
- Il Blues II parte (Luglio -Settembre 2005)
- Rhythm Changes  (Ottobre- Dicembre 2005)
- Bobby Jaspar  (Gennaio- Marzo 2006)
- Sostituzioni  (Aprile- Giugno 2006)
- Super Mann (Luglio -Settembre 2006)
- Free Flute  (Ottobre- Dicembre 2006)
- Sam Rivers: L'anima del Free Jazz (Gennaio -Marzo 2007)
- Eric Dolphy: Discografia  (Aprile- Giugno 2007)
- Eric Dolphy: Ritratto di un Genio- II Parte (Luglio -Settembre 2007)
- Geoff Warren: Due anime...un flauto (Ottobre- Dicembre 2007)
- Carol Sudhalter: Lady in Jazz  (Gennaio- Marzo 2008)
- Buddy Collette: Man of Many Parts (Aprile- Giugno 2008)
- Thomas Chapin: Musicista geniale tra il Free e le Contaminazioni (Luglio -Settembre 2008)
- Jiri Stivin: Il Flauto dell'Est (Ottobre- Dicembre 2008)
- James Newton: Profilo di un grande musicista (Gennaio -Marzo 2009)
- Kovac Tinkara: The Quenn of the Rock Flute (Aprile- Giugno 2009)
- Jamie Baum:  Lady in Jazz (Luglio -Settembre 2009)
- Hermeto Pascoal: L'anima del Brasile(Ottobre- Dicembre 2009)
- Due passi Nell'improvvisazione (Gennaio- Marzo 2010)
- Jerome Richardson: Ritratto di un Pioniere (Aprile- Giugno 2010)
- Bob Downes: Discografia- (Luglio- Settembre 2010)
- James Moody: L'eleganza e la raffinatezza del Flauto (Ottobre - Dicembre 2010)
- Nicole Mitchell:  Lady in Jazz (Gennaio -Marzo 2011)
- Lew Tabakin: Discografia selezionata (Aprile- Giugno 2011)
- Jan Anderson "il Menestrello del Rock"  (con Salvatore Lombardi),(Luglio - Settembre 2011)
- Italian Jazz Flute compilation vol.2 (Luglio- Settembre 2011)
- Alto Jazz Flute (Ottobre - Dicembre 2011)
- Jorge Pardo: L'anima del Flauto Flamenco (Gennaio -Marzo 2012)
- Italian Jazz Flutist: Massimo De Mattia - L'anima Dell'avanguardia (Aprile- Giugno 2012)
- Italian Jazz Flutist: Elvio Ghigliordini - Fra Tradizione e Latin (Luglio- Settembre 2012)
- Italian Jazz Flutist: Michele Gori (Ottobre - Dicembre 2012)
- ll Flauto nel Brasile (Gennaio -Marzo 2013)
- Italian Jazz Flutist: Carlo Nicita - tra ricerca e tradizione (Aprile- Giugno 2013)
- Il Flauto Jazz in Italia prima parte (Luglio- Settembre 2013)
- Il Flauto Jazz in Italia Seconda parte (Ottobre- Dicembre 2013)
- Il Flauto Jazz in Italia Terza parte (Gennaio- Marzo 2014)
- Lorenzo Squillari – Trait d’union tra la musica Indiana e L’Italia (Aprile- Giugno 2014)
- Jazz Al Femminile Prima parte (Luglio- Settembre 2014)
- Jazz Al Femminile Seconda parte (Ottobre- Dicembre 2014)
- Pandit Hariprasad Chaurasia (Gennaio- Marzo 2015)
- Peter Guidi  (Aprile- Giugno 2015)
- Quattro passi Nell'improvvisazione - Prima parte - (Luglio- Settembre 2015)
- Quattro passi Nell'improvvisazione - Seconda parte - (Ottobre- Dicembre 2015)
- Il Flauto Jazz nei Conservatori Parte Prima (Gennaio- Marzo 2016)
- Il Flauto Jazz nei Conservatori Parte Seconda (Aprile- Giugno 2016)
- Skakuhachi Il Suono che viene dall’oriente - Prima parte - (Luglio- Settembre 2016)
- Skakuhachi Il Suono che viene dall’oriente - Seconda parte - (Ottobre- Dicembre 2016)
- Il Suono Parlato (Gennaio - Marzo 2017)